# آيت إسماعيل (آيت إسماعيل)
آيت إسماعيل هو دُوَّار يقع بجماعة تانوغة، إقليم بني ملال، جهة بني ملال خنيفرة في المملكة المغربية. ينتمي الدوّار لمشيخة آيت إسماعيل التي تضم دوار واحد. يقدر عدد سكانه بـ 1692 نسمة حسب الإحصاء الرسمي للسكان والسكنى لسنة 2004.

## وصلات خارجية
- البوابة الوطنية للجماعات الترابية
- المندوبية السامية للتخطيط